# Keelakarai
Keelakarai är en ort i Indien.   Den ligger i distriktet Rāmanāthapuram och delstaten Tamil Nadu, i den södra delen av landet, 2 200 km söder om huvudstaden New Delhi. Keelakarai ligger 14 meter över havet och antalet invånare är 30 468.
Terrängen runt Keelakarai är mycket platt. Havet är nära Keelakarai åt sydost.  Närmaste större samhälle är Ramanathapuram, 16,3 km norr om Keelakarai.